# 錐山
錐山（きりやま）は、北海道の斜里郡斜里町と標津郡標津町の2町にまたがる標高720.9mの山である。山頂には三等三角点「錐山」が設置されている。

## 概要
知床連峰主稜線上の瑠辺斯岳と海別岳の間に位置する山で、瑠辺斯岳からは山名の通りの三角錐のような形をした端正な山容を望むことができる。
登山道はないため主に残雪期に登られる。主な登頂ルートとしては、国道244号からホロカクンベツ林道を進み、ホロカクンベツ支線林道との分岐付近から尾根に取り付いて南尾根を経て錐山山頂へ至る。